# Elizabeth Holmes
Pour les articles homonymes, voir Holmes.
Ne doit pas être confondu avec Lizzie Holmes.
Elizabeth Holmes (née le 3 février 1984 à Washington) est connue pour avoir fondé et dirigé l'entreprise américaine Theranos, une société spécialisée dans les services médicaux. Elle a été reconnue coupable de fraudes sur les preuves des technologies mises en œuvre par cette entreprise et sur les résultats financiers de cette société.
Le 3 janvier 2022, elle est condamnée pour escroquerie envers des investisseurs. La peine prononcée en novembre 2022 est de plus de 11 années de prison.

## Biographie

### Origine
Elizabeth Holmes est la fille de Noel Anne et Christian Holmes IV. Par sa mère, elle est une descendante directe du maréchal d'Empire Louis Nicolas Davout. Elle a également des origines danoises.
Son père poursuivit une brillante carrière, notamment chez Tenneco, en Chine, ce qui l'amène à apprendre le mandarin, en tant que vice-président d'Enron, avant que cette société ne soit objet d'une retentissante faillite frauduleuse, puis a occupé des postes de direction dans des agences gouvernementales telles que l'US Agency for International Development (USAID), US Environmental Protection Agency (EPA) et l' US Agency for Trade and Dévelopment international (USTDA) et la Global Environment and Technology Foundation (GETF).
Son frère cadet est Christian Holmes V.
L'un de ses ancêtres est le fondateur du géant céréalier Fleischmann's Yeast (en). Son arrière-arrière-grand-père, Christian R. Holmes, d'origine danoise, fut directeur de l'université de Cincinnati.
En 2002, Elizabeth Holmes entre à l'université Stanford pour étudier la chimie. Elle fait un stage au Genome Institute de Singapour où elle travaille sur la détection du coronavirus du SRAS dans le sang.
En 2003, elle dépose un brevet pour un appareil de suivi et de dosage de médicament intégré dans un téléphone portable. Elle abandonne ses études et crée la société Theranos. Les activités de l'entreprise sont centrées sur une méthode d'analyse sanguine entièrement automatisée, prétendument rapide et peu coûteuse, qui permettrait de réaliser plus de 1 000 analyses en quelques heures à partir d'une goutte de sang.
Theranos établit un partenariat avec la chaîne de pharmacies Walgreens Co. permettant d'effectuer un test sanguin en pharmacie.
En 2014, elle a fait la une de Forbes, Business Week et Fortune et est régulièrement comparée à Steve Jobs, le fondateur d'Apple. Elle est présentée comme une prodige notamment par l'ancien président Bill Clinton et comme une visionnaire par le vice-président Joe Biden.

### Escroquerie et poursuites
En octobre 2015, un article d'investigation de John Carreyrou paru dans le Wall Street Journal affirme que Theranos a probablement exagéré la qualité et la fiabilité de sa technologie. Par la suite, plusieurs experts médicaux ainsi que l'administration américaine expriment leur scepticisme à propos de la technologie de Theranos, notant que celle-ci n'a jamais été évaluée par des experts indépendants, et que Theranos n'a en outre jamais apporté de preuves que sa technologie est fiable et précise. De plus, des inspections dans les locaux de Theranos  révèlent des problèmes majeurs dans la gestion de ses laboratoires. En réalité, Theranos sous-traitait les analyses à des laboratoires traditionnels tout en vantant sa technologie innovante ; Elizabeth Holmes falsifiait ensuite des documents pour cacher la supercherie.
Elizabeth Holmes tente sans succès de bloquer la parution du dossier du journaliste John Carreyrou en s'adressant à Rupert Murdoch. Celui-ci, propriétaire du Wall Street Journal qui employait John Carreyrou, avait lui-même investi 125 millions de dollars dans la startup.
Après le début de la controverse, plusieurs institutions médicales et entreprises pharmaceutiques cessent leurs relations avec Theranos. L'entreprise et sa dirigeante sont menacées par le Centers for Medicare and Medicaid Services (CMS), autorité fédérale américaine de contrôle des laboratoires de biologie médicale, de perdre l'autorisation d'opérer des analyses sanguines. De fait, en juillet 2016, le CMS notifie à Theranos sa décision d'interdire à Elizabeth Holmes toute activité dans le domaine de l'analyse sanguine pour une période de deux ans,.
Plusieurs experts et média ont exprimé publiquement leurs doutes quant à la valeur financière de l'entreprise, considérée comme hautement fantaisiste, et estimé que l'entreprise aurait été construite sur une fable,.
En octobre 2016, dans une lettre ouverte, Elizabeth Holmes indique que l'entreprise va fermer ses laboratoires et licencier 340 salariés,.
En mars 2018, elle conclut une transaction à l'amiable avec la Securities and Exchange Commission : en échange de l'abandon d'une partie des poursuites engagées contre elle, elle paye une pénalité de 500 000 $ et cède une partie du capital de son entreprise, de manière à abandonner sa majorité de contrôle. Elle s'engage aussi à ne diriger aucun groupe coté en bourse jusqu'en 2028. Elle reste toutefois poursuivie pour fraude par le département américain de la justice. Après son inculpation dans cette affaire, elle quitte son poste de chief executive officer (directrice générale) de Theranos en juin 2018, demeurant toutefois présidente du conseil d'administration. Le nouveau CEO de Theranos annonce la dissolution de la société en septembre 2018.
Le procès d'Elizabeth Holmes et de l'ancien président de la société, Ramesh Balwani, commence le 31 août 2021. Elle est reconnue coupable d'escroquerie (wire fraud et conspiracy to commit wire fraud, infractions fédérales américaines équivalentes au délit français d'escroquerie en bande organisée) le lundi 3 janvier 2022 .
Le 3 janvier 2022, elle est condamnée pour escroquerie envers des investisseurs et relaxée des autres chefs d'accusation. Elle attend sa condamnation définitive en étant « en liberté sous caution » (de 500 000 USD). Elle encourt une peine maximale de vingt ans de prison et une amende de 250 000 USD. Le jugement est prévu pour le 18 novembre 2022.
Le 18 novembre 2022, Holmes est condamnée à plus de 11 ans de prison (135 mois). Elle entame sa peine en mai 2023.

## Fortune
En 2015, le magazine Forbes, la classait à la 121e place de son classement « Forbes 400 » et plus jeune milliardaire à ne pas avoir hérité de sa fortune (4,5 milliards de dollars).
Le 1er juin 2016, Forbes estime que Theranos ne vaut plus que 900 millions de dollars.
Holmes possède 50 % des actions ordinaires de l'entreprise, les autres investisseurs possédant des actions de préférence ; en cas de vente des actifs, ces derniers seraient donc payés en priorité, laissant peu de valeur à se partager entre les actionnaires ordinaires.

## Émission de radio
- "Elizabeth Holmes, l’arnaqueuse de la Silicon Valley", Affaires sensibles, France-inter, 17 octobre 2022 (écouter en ligne).

## Filmographie
- 2022 : Bad Blood (film américain) de Adam McKay.
- 2022 : The Dropout (mini-série américaine) de Rebecca Jarvis avec Amanda Seyfried.